# 引佐町奥山
引佐町奥山（いなさちょうおくやま）は静岡県浜松市浜名区の大字。住居表示未実施。

## 地理
浜松市浜名区の中西部、引佐地区の南西部に位置する。東で引佐町伊平・引佐町田畑・引佐町栃窪、西で引佐町狩宿及び三ヶ日町只木、南で細江町小野・細江町気賀・三ヶ日町大谷、北で引佐町谷沢と接する。

### 河川
- 井伊谷川
- 富幕川
- 陣座川

## 歴史

### 沿革
- 1889年（明治22年）4月1日 - 町村制が施行される。引佐郡奥山村外5村が合併し、奥山村となる[書籍 1]。旧村名は奥山村の大字として残る。また、村役場が大字奥山に置かれる[WEB 7]。
- 1955年（昭和30年）5月1日 - 引佐町・伊平村・奥山村・鎮玉村が新設合併し、引佐町となる[書籍 2]。
- 2005年（平成17年）7月1日 – 引佐町外10市町村が浜松市に編入される。奥山から引佐町奥山へ住所表記が変更となる。
- 2007年（平成19年）4月1日 - 浜松市が政令指定都市となる。引佐町奥山は北区の一部となる。
- 2024年（令和6年）1月1日 - 浜松市の行政区再編により、引佐町奥山は浜名区の一部となる。

## 施設
- 浜松市立奥山小学校
- 奥山郵便局
- JAとぴあ浜松奥山支店
- 東京濾器名倉製作所 本社
- アジアマシナリー浜松いなさマシンセンター
- apollostation奥山SS（大霜石油店が運営）
- 奥山公園
- 臨済宗方広寺派 深奥山 方広寺
- 臨済宗方広寺派 定林寺
- 臨済宗方広寺派 東隠院
- 臨済宗方広寺派 臥雲院
- 臨済宗方広寺派 三生院
- 臨済宗方広寺派 深奥山 蔵龍院
- 臨済宗方広寺派 正法寺
- 臨済宗方広寺派 御白山 浄居院
- 臨済宗方広寺派 祇樹院
- 奥山神社

## 交通

### バス
- 遠鉄バス45奥山線[注釈 1]：（浜松駅 方面 - ）馬門 - 引佐中村 - 小斉藤 - 奥山小学校前 - 尾沢 - 奥山東 - 奥山
- 浜松市自主運行バス（平日昼1便のみ運行）：奥山 → 奥山東 → 尾沢 → 奥山小学校前 → 小斉藤 → 引佐中村 → 馬門（ → 気賀駅前 方面）
- 浜松市引佐地域バス（いなさみどりバス）なおとら線（事前予約制、月・水・金・土曜のみ運行（祝日・振替休日・年末年始は運休））

### 道路
- 新東名高速道路引佐連絡路
- 静岡県道68号浜北三ヶ日線
- 愛知県道392号・静岡県道303号新城引佐線
- 浜松市道引佐奥山小野線（奥浜名オレンジロード）

## その他

### 学区
小学校・中学校の学区は以下の通りである。
- 浜松市立奥山小学校
- 浜松市立引佐南部中学校

### 警察
警察の管轄区域は以下の通りである。
| 番・番地等 | 警察署     | 交番・駐在所 |
| ---------- | ---------- | ------------ |
| 全域       | 細江警察署 | 引佐町交番   |

### 消防
消防の管轄区域は以下の通りである。
| 番・番地等 | 消防署   | 本署/出張所 |
| ---------- | -------- | ----------- |
| 全域       | 北消防署 | 引佐出張所  |

### 指定文化財
- 方広寺七尊菩薩堂及び木造釈迦如来及両脇侍坐像　院吉、院広、院遵作（引佐町奥山1577-1 臨済宗方広寺派 深奥山 方広寺内、国指定有形文化財）[WEB 11][WEB 12]